# Gonzalo Villegas
Gonzalo Esteban Villegas Jara (Rancagua, Chile, 2 de noviembre de 1992) es un futbolista chileno que se desempeña como central izquierdo, actualmente en Deportes Temuco de la Primera B de Chile. Es hermano del defensa Sebastian Villegas. Debutó en el año 2011 por el O'Higgins. Su primer gol fue contra Club Enfoque en la Copa Chile 2011.

## Clubes
| Club                  | País  | Año       |
| --------------------- | ----- | --------- |
| O'Higgins             | Chile | 2011      |
| Unión Española "B"    | Chile | 2012      |
| Colchagua             | Chile | 2013-2014 |
| Unión San Felipe      | Chile | 2015-2021 |
| Santiago Morning      | Chile | 2021      |
| Deportes Puerto Montt | Chile | 2022-2023 |
| Deportes Temuco       | Chile | 2024-Act. |

## Palmarés

### Campeonatos nacionales
| Título             | Club               | País  | Año  |
| ------------------ | ------------------ | ----- | ---- |
| Tercera A de Chile | Deportes Colchagua | Chile | 2014 |